# Hugues de Dampierre
Hugues II de Dampierre, mort en 1080, est un prélat français de la fin du XIe siècle. Il est fils de Vitier de Moëslains, seigneur de Dampierre,

## Biographie
Hugues est chanoine  dans l'église cathédrale de Châlons-sur-Marne, lorsqu'il devient évêque de Troyes. Il accorde en 1079 aux religieux de  Cluny l'église de Gaye et un autel à Sézanne.
Il est compté parmi les bienfaiteurs de l'abbaye de Montier-en-Der et de l'abbaye de Fleury.

## Sources
- M. H. Fisquet, La France pontificale, Paris.